# The Parkerilla
Albums de Graham Parker
Stick to Me
(1977) Squeezing Out Sparks
(1979)
The Parkerilla est un album live de Graham Parker and the Rumour.

## Réception
En 1991, le magazine Rolling Stone a placé la pochette de The Parkerilla à la 64e place de leur liste des 100 plus grandes pochettes d'album.

## Liste des pistes
| No  | Titre                                   | Auteur        | Durée |
| --- | --------------------------------------- | ------------- | ----- |
| 1.  | Lady's Doctor                           | Graham Parker | 2:48  |
| 2.  | Fool's Gold                             | Parker        | 4:23  |
| 3.  | Tear Your Playhouse Down                | Parker        | 3:50  |
| 4.  | Don't Ask Me Questions                  | Parker        | 5:00  |
| 5.  | The Heat in Harlem                      | Parker        | 7:35  |
| 6.  | Silly Thing                             | Parker        | 3:15  |
| 7.  | Gypsy Blood                             | Parker        | 5:15  |
| 8.  | Back to Schooldays                      | Parker        | 2:40  |
| 9.  | Heat Treatment                          | Parker        | 3:06  |
| 10. | Watch the Moon Come Down                | Parker        | 5:15  |
| 11. | New York Shuffle                        | Parker        | 2:57  |
| 12. | Soul Shoes                              | Parker        | 3:23  |
| 13. | Don't Ask Me Questions (Studio version) | Parker        | 3:51  |